# Invasionen af Fransk Indokina
Den japanske invasion af Fransk Indokina (仏印進駐 Futsu-in shinchū), også kendt som Vietnamekspeditionen, var et forsøg af det Japanske imperium, under den 2. kinesisk-japanske krig på at blokere Kina og forhindre det i at importere våben, brændstof og 10.000 tons/måned materiel leveret af USA med Haiphong-Yunnan Fou jernbanen. Kontrol over det Vichy-kontrollerede Fransk Indokina ville gøre blokaden af Kina mere effektiv og ville gøre tilbagetrækningen fra Slaget om Sydguangxi umulig.